# Кирпичный (микрорайон Ржева)
Кирпи́чный (старое название: Посёлок кирпичного завода) — микрорайон многоэтажной жилой застройки в западной части города Ржева Тверской области, в левобережье Волги, на Советской стороне.
Строился для расселения работников Ржевского кирпичного завода (ныне ЗАО «Ржевкирпич»).
Состоит из 5 двухэтажных, 17 пятиэтажных, 2 девятиэтажных жилых домов и таунхаусов.
В инфраструктуру микрорайона входят: Средняя школа № 5, детский сад № 29, физкультурно-оздоровительный комплекс «Орбита», станция юных техников, сбербанк, почта, супермаркет «Магнит», «Пятёрочка», кафе «Визави», пункты выдачи Ozon и Wildberries.

## История
Первые жилые бараки появились вместе со строительством Ржевского кирпичного завода в 1850 году. Завод в ту пору представлял собой кустарное производство, основанное на применении ручного труда, с объёмом выпуска 1,5 млн кирпичей в год.
После победы Октябрьской революции объём производства кирпича на заводе возрос до 7 млн, начал расти и жилой посёлок рабочих.
Дальнейшему их развитию помешала Великая Отечественная война. В 1941 году, в результате усиленных бомбардировок и артобстрелов, завод и жилой посёлок были стёрты с лица земли.
После освобождения города, в период с 1943 по 1946 год, завод и некоторые бараки были восстановлены пленными немцами.
В 1967 году была сдана в эксплуатацию паровая котельная, переведённая в 1973 году с твёрдого топлива на жидкое.
В 1968 году кирпичный завод подвергся масштабной реконструкции, в декабре месяце был введён в эксплуатацию новый цех круглогодового действия с 2 технологическими нитками, оснащённый новейшей по тем временам техникой, производительностью 28 млн штук кирпича в год. 30 января 1976 года был введён цех дренажных труб, производительностью 10 условных км в год.
В 1968 году жилая площадь посёлка составляла 4082 м², которая располагалась в пяти двухэтажных домах без каких-либо удобств. В 1969 году началось строительство нового микрорайона, состоящего из пятиэтажных домов со всеми бытовыми удобствами.
Всего за один год, были сданы в эксплуатацию два 70-квартирных и два 90-квартирных дома общей площадью 15 600 м², построен магазин на 24 рабочих места, столовая на 50 посадочных мест, сделана пристройка к детскому саду для ясельной группы на 25 мест, открыты красный уголок завода, цветочная оранжерея, филиал комбината бытового обслуживания.
В 1975 году построены и введены в эксплуатацию 70-квартирный дом и детский комбинат на 280 мест. В 1980-е годы введены два девятиэтажных дома.
В 1997 году в микрорайоне было открыто новое здание средней школы № 5. Ранее эта школа располагалась в посёлке мебельного комбината.
28 сентября 2002 года, севернее микрорайона (за кирпичным заводом) было заложено и освящено военное мемориальное кладбище, состоящее из двух секторов служащих для захоронения советских и немецких солдат, останки которых до сих пор находят в ржевских лесах. На кладбище оборудованы мемориалы воинам с обеих сторон, отстроена православная часовня во имя Святого Александра Невского.

## 

ФОТОГАЛЕРЕЯ МИКРОРАЙОНА
Супермаркет «Магнит» (Осташковское шоссе, д. 10)
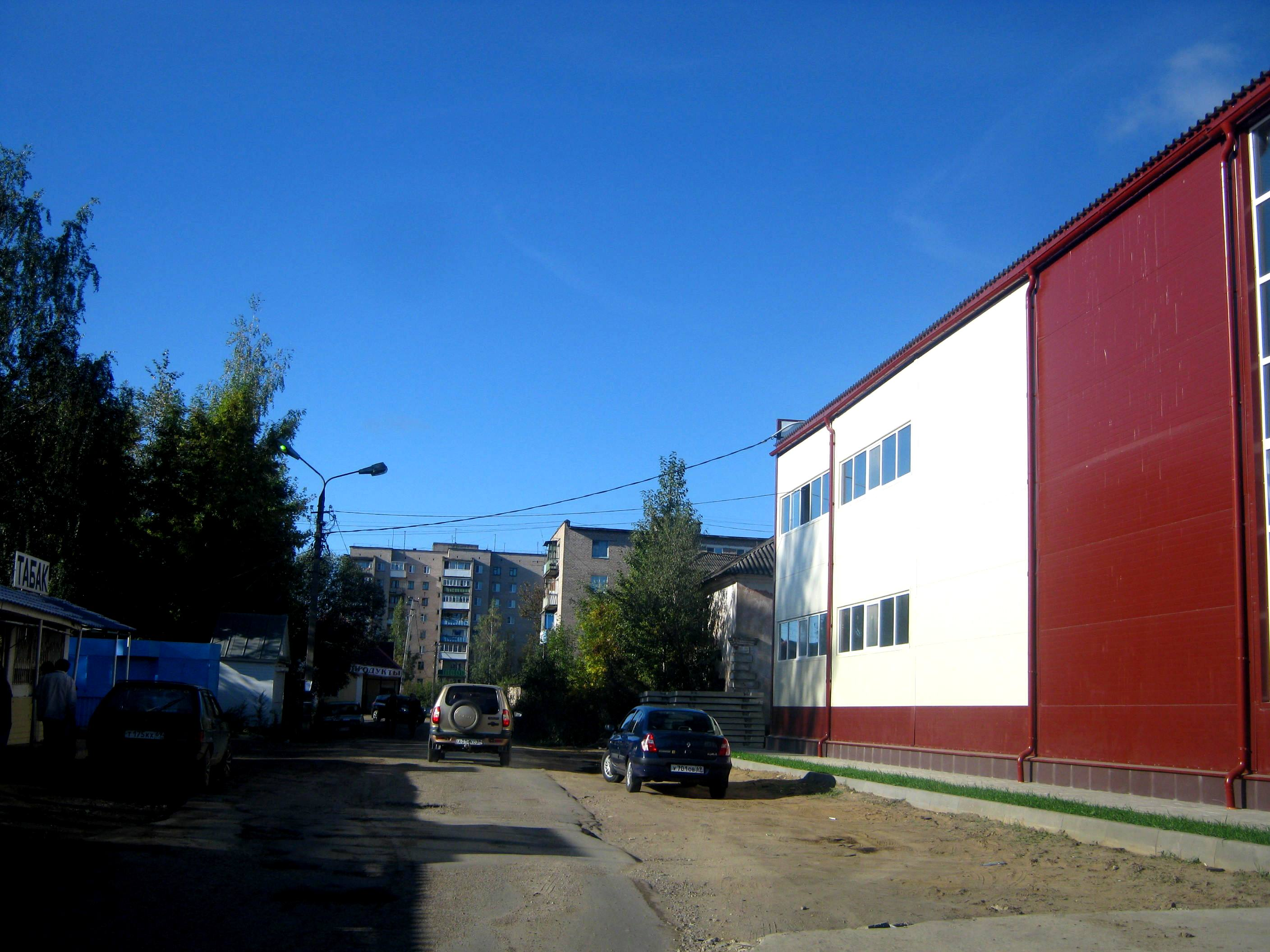
Проезд вглубь квартала вдоль торгового центра
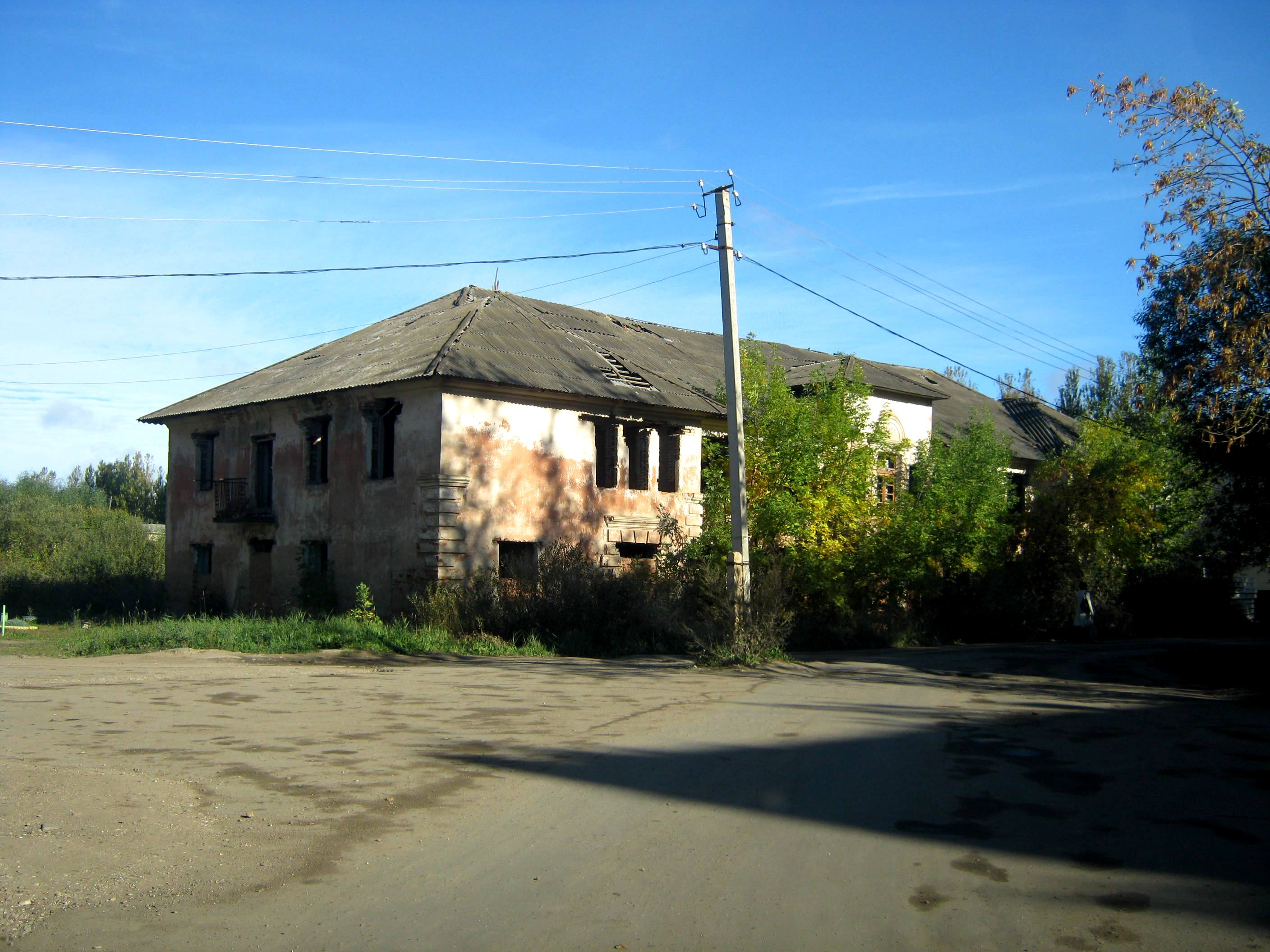
Одна из старых построек (Осташковский пр-д, д. 5А)
Фрагмент фасада здания (Осташковский пр-д, д. 5А)

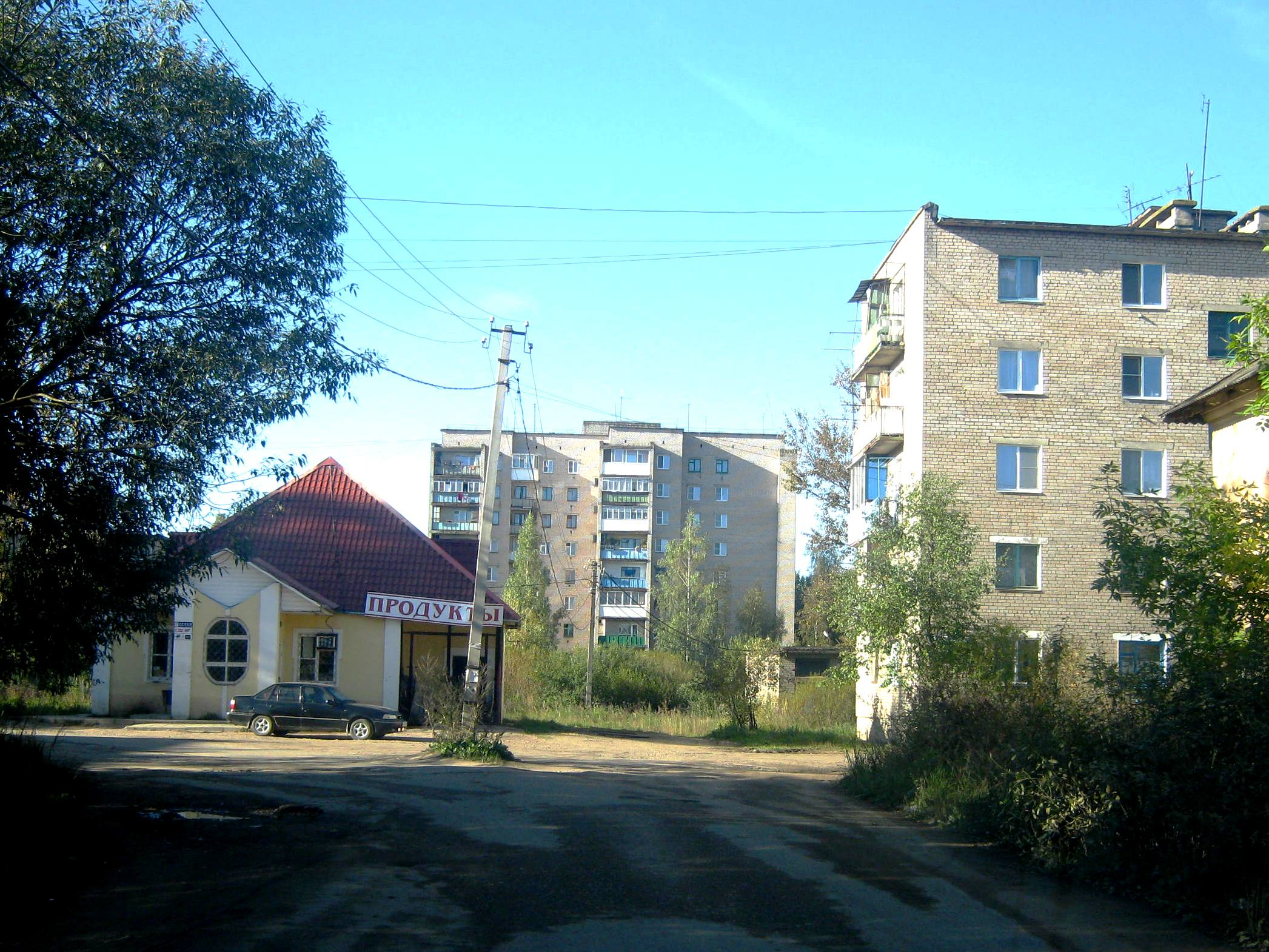
Вид на магазин «Продукты» и дома № 7 и 4 по Осташковскому пр.
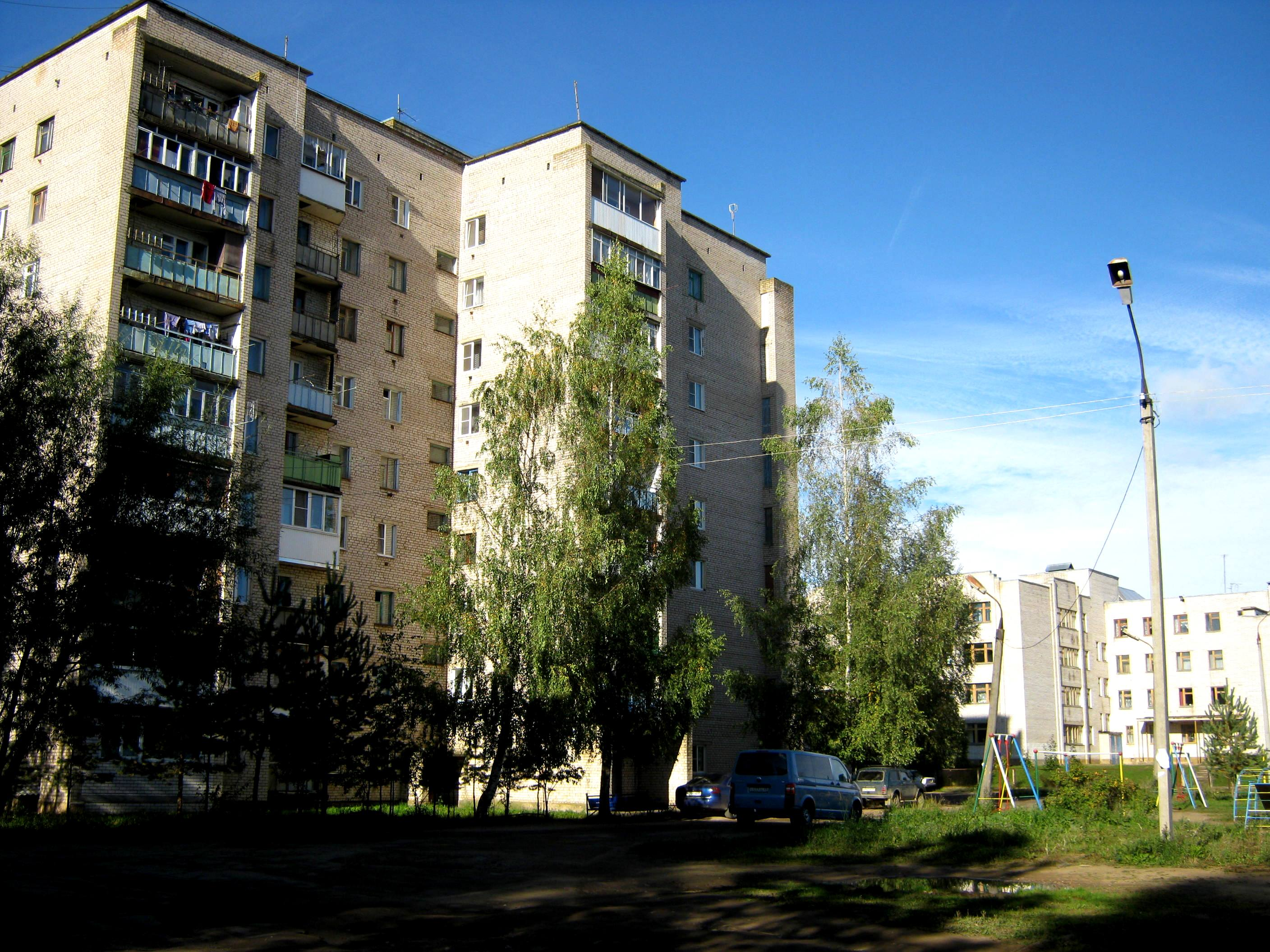
Жилой дом и средняя школа № 5 (Осташковский пр-д, д.7 и 4А)
Физкультурно-оздоровительный комплекс «Орбита» (общий вид)
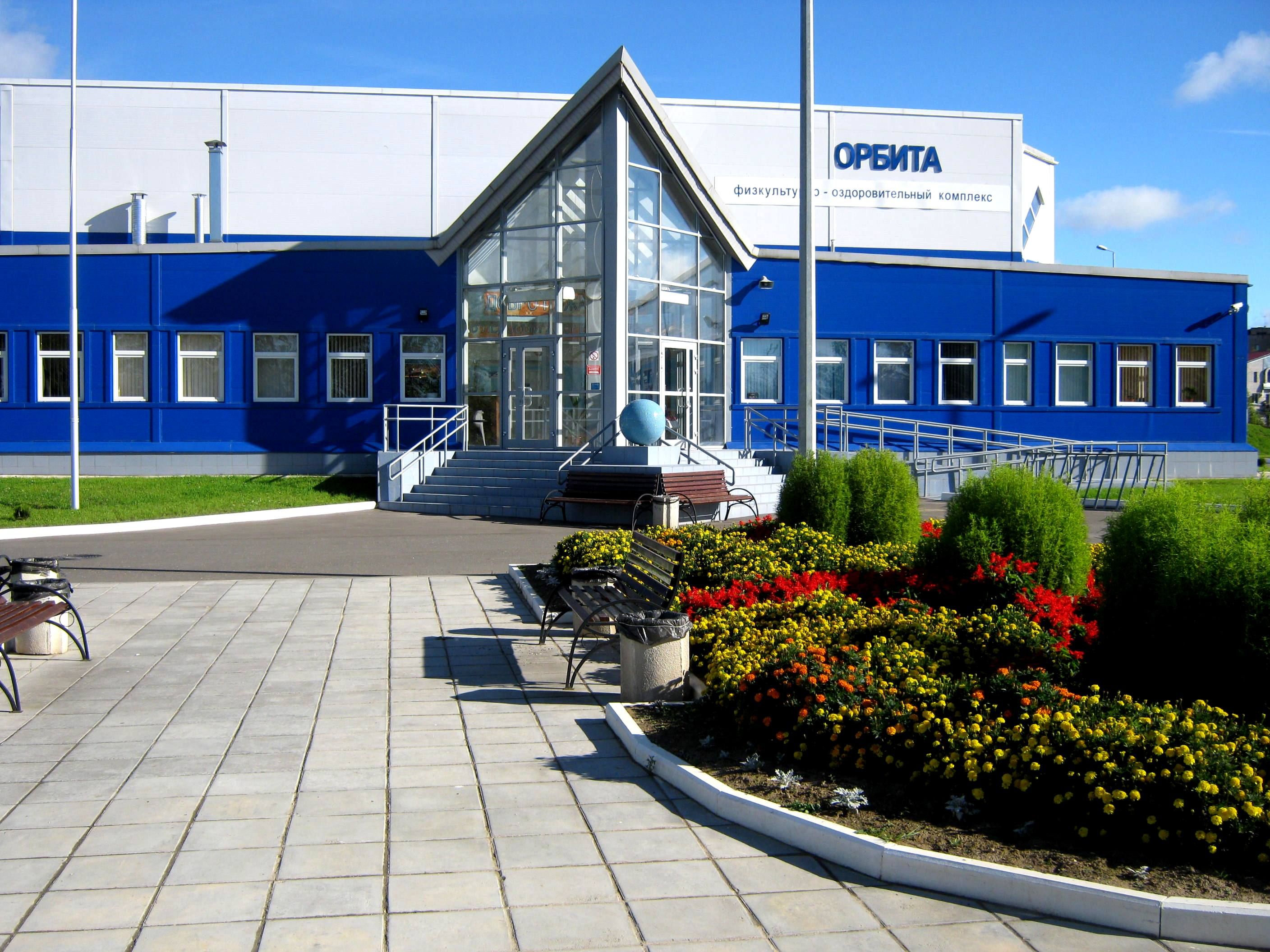
Физкультурно-оздоровительный комплекс «Орбита» (вход)